# Уди Алън
Хѐйуд „У̀ди“ А̀лън (на английски: Heywood „Woody“ Allen; роден А̀лън Стюарт Конигсберг; 1 декември 1935 г. (на английски: Allan Stewart Konigsberg)), по-известен като Уди Алън (на английски: Woody Allen), е американски режисьор, актьор, сценарист, драматург, комедиант и музикант (джазов кларинетист).

## Биография
Уди Алън е роден на 1 декември 1935 г. като Алън Стюарт Конигсберг в Бронкс, Ню Йорк, и израства в Бруклин. Син е на бижутера и келнер Мартин Конигсберг (1900 – 2001) и Нети Конигсберг (1906 – 2002), счетоводителка в семейния магазин. Семейството е еврейско, като бабите и дядовците му са имигранти от Русия (Литва) и Австро-Унгария и говорят идиш, иврит и немски, а родителите му са родени в Манхатън. Алън има една сестра, Лети (р. 1943), която става продуцент на много от филмите му.
Започва кариерата си като автор на забавни сценарии през 50-те години на миналия век, пишейки скечове и сценарии за телевизията като същевременно публикува няколко книги с къси хумористични откъси. През първите години на 60-те започва да се занимава със stand-up комедия като набляга на монолози, вместо на традиционни шеги и развива образ на несигурен, интелектуален и нервен, които според самия него, не притежава в истинския си живот. През 2004 г. Comedy Central поставя Алън на 4-то място в техния списък със 100-те най-добри stand-up комици, докато класация на Guardian в Англия го поставя на 3-то място.
От средата на 60-те години на миналия век, Алън вече пише и режисира филми, първоначално специализирайки в т.нар клоунада, преди да започне да създава по-драматични материали, повлиян от европейското арт кино през 70-те години, като винаги поддържа и двата жанра до ден днешен. Често е свързван като част от новата Холивуд вълна от режисьори от средата на 60-те до края на 70-те години на миналия век. Редовно участва в собствените си филми, обикновено в роля, която сам изгражда като комик. Някои от най-известните от неговите над 50 филма са „Ани Хол“ (1977), „Манхатън“ (1979), „Хана и нейните сестри“ (1986) и „Престъпления и прегрешения“ (1989). През 2007 г. казва, че „Спомени от прахта“ (1980), „Пурпурната роза от Кайро“ (1985) и „Мач пойнт“ (2005) са най-добрите му филми. 
Известен е с това, че се вдъхновява от конкретни актриси в работата си и прави ред филми все с тях в главните роли. В течение на годините негови музи са били Даян Кийтън, Миа Фароу (имал е връзка и с двете), Скарлет Йохансон.
Алън е автор на три сборника с разкази – „Странични ефекти“, „Квит сме“ и „Без перушина“. На български е известна и подборката „Ако импресионистите бяха зъболекари“.
Има множество награди и номинации, включително три Оскара за най-добър оригинален сценарий (за „Ани Хол“, „Хана и нейните сестри“ и „Полунощ в Париж“).
Сред актьорите, които са печелили „Оскар“ за роля във филм на Алън, са Даян Кийтън, Майкъл Кейн, Мира Сорвино, Даян Уийст, Пенелопе Круз и Кейт Бланшет.

### Широка известност
Успехът му идва с „Ани Хол“, който получава 4 Оскара, включително за най-добра актриса за Даян Кийтън. Същата вечер свири с групата си, прибира се към 2 часа и си изключва телефона преди да заспи. Разбира, че е награден, едва на сутринта от филмовия си агент.

### Началото на XXI век
За пръв път посещава церемонията по връчването на Оскар през 2002-ра, за да представи колажа на Нора Ефрон „New York on Film Tribute“, месеци след събитията на 11 септември 2001. Въпреки че избягва фестивалите и предоставя филмите си за подбор за каквито и да е било филмови призове, Алън е бил номиниран за и/или е печелил 136 награди.
Разочарован от американската публика и критика, снима три филма в Лондон, след което се мести в Испания, където снима филма „Вики Кристина Барселона“. Снимките започват през юли 2007 г.
През 2010 г. излиза филмът „Ще срещнеш висок тъмнокос непознат“, който има малък успех. През 2011 г. излиза „Полунощ в Париж“, романтично-фантастична комедия с Оуен Уилсън в главната роля. Филмът получава много положителни отзиви и 4 номинации за „Оскар“. Удостоен е със „Златен глобус“ и „Оскар за най-добър оригинален сценарий“, присъдени на Уди Алън.
През 2012 г. излизат наведнъж два филма с участието на Уди – „На Рим с любов“ и „Париж-Манхатън“.
През юли 2013 г. на екран излиза нов филм на Алън – „Син жасмин“, посрещнат изключително топло от световната кинопреса.
През 2014 г. Алън е удостоен с почетната наград „Златен глобус на името на Сесил Демил“ за изключителния си принос към световното киноизкуство.

## Персонален живот
Алън е бил женен три пъти: за Харлийн Розен от 1956 до 1959 г., Луиз Ласер от 1966 до 1970 г. и Сун-И Превин от 1997 г. Той също така имаше 12-годишна връзка с актрисата Миа Фароу и връзки със Стейси Нелкин и Даян Кийтън.
През 1956 г. Алън се жени за Харлийн Розен. Той е на 20, а тя на 17. Бракът продължава до 1959 г.  Росен, която Алън нарича „Страшната г-жа Алън“ в негов стендъп акт, го съди за клевета в резултат на коментари, които той прави по време на телевизионно участие малко след развода им. Росен е била сексуално насилена пред апартамента си. Според Алън вестниците съобщават, че тя е била „насилвана“. В интервюто Алън казва: „Познавайки бившата ми съпруга, вероятно не е било грубо нарушение“. В интервю за „Шоуто на Дик Клавет“, Алън повтаря коментарите си и каза, че е бил съден за „1 милион долара“. 
През 1966 г. Алън се жени за Луиз Ласер. Двамата се развеждат през 1970 г. Ласер осигурява гласовия дублаж във филма на Алън „Какво става, Тигър Лили?“. Появява се в още три негови филма: „Вземете парите и бягай“, „Банани“ и „Всичко, което винаги сте искали да знаете за секса* (*Но се страхувахте да попитате)“. 
Според „Лос Анджелис таймс“ филма „Манхатън“ се основава на романтичната връзка на Алън с актрисата Стейси Нелкин.  Тя играе и малка роля в „Ани Хол“, Алън никога не признава тази връзка, която започва, когато Стейси Нелкин е на 17 години и е ученичка в Ню Йорк.  През декември 2018 г. „Холивуд репортер“ интервюира Бейби Кристина Енгелхард, която казва, че е имала осемгодишна афера с Алън, започнала през 1976 г., когато е била на 17 години (срещнали са се, когато е била на 16), и че вярва, че героя на Трейси в „Манхатън“ е комбинация от произволен брой други предполагаеми млади любовници на Алън от този период, не непременно Нелкин или Енгелхард. Когато попитаха Алън по темата, той отказва коментар. 

## Филмография

### Режисура
| Година | Филм                                                                                 | Оригинално заглавие                                                       | Актьор | Сценарист |
| ------ | ------------------------------------------------------------------------------------ | ------------------------------------------------------------------------- | ------ | --------- |
| 1966   | Какво става, Тайгър Лили?                                                            | What's Up, Tiger Lily?                                                    |        | да        |
| 1969   | Вземи парите и бягай                                                                 | Take the Money and Run                                                    | да     | да        |
| 1971   | Банани                                                                               | Bananas                                                                   | да     | да        |
| 1972   | Всичко, което винаги сте искали да знаете за секса, но сте се страхували да попитате | Everything You Always Wanted to Know About Sex* (*But Were Afraid to Ask) | да     | да        |
| 1973   | Поспаланко                                                                           | Sleeper                                                                   | да     | да        |
| 1975   | Любов и смърт                                                                        | Love and Death                                                            | да     | да        |
| 1977   | Ани Хол                                                                              | Annie Hall (Оскар за режисура)                                            | да     | да        |
| 1978   | Интериори                                                                            | Interiors                                                                 |        | да        |
| 1979   | Манхатън                                                                             | Manhattan                                                                 | да     | да        |
| 1980   | Спомени от прахта                                                                    | Stardust Memories                                                         | да     | да        |
| 1982   | Секс комедия в лятна нощ                                                             | A Midsummer Night's Sex Comedy                                            | да     | да        |
| 1983   | Зелиг                                                                                | Zelig                                                                     | да     | да        |
| 1984   | Дани Роуз от Бродуей                                                                 | Broadway Danny Rose                                                       | да     | да        |
| 1985   | Пурпурната роза от Кайро                                                             | The Purple Rose of Cairo                                                  |        | да        |
| 1986   | Хана и нейните сестри                                                                | Hannah and Her Sisters                                                    | да     | да        |
| 1987   | Радио дни                                                                            | Radio Days                                                                |        | да        |
| 1987   | Септември                                                                            | September                                                                 |        | да        |
| 1988   | Друга жена                                                                           | Another Woman                                                             |        | да        |
| 1989   | Нюйоркски истории (Едипово разстройство)                                             | New York Stories (Oedipus Wrecks)                                         | да     | да        |
| 1989   | Престъпления и прегрешения                                                           | Crimes and Misdemeanors                                                   | да     | да        |
| 1990   | Алис                                                                                 | Alice                                                                     |        | да        |
| 1991   | Сенки и мъгла                                                                        | Shadows and Fog                                                           | да     | да        |
| 1992   | Съпрузи и съпруги                                                                    | Husbands and Wives                                                        | да     | да        |
| 1993   | Мистериозно убийство в Манхатън                                                      | Manhattan Murder Mystery                                                  | да     | да        |
| 1994   | Куршуми над Бродуей                                                                  | Bullets over Broadway                                                     |        | да        |
| 1994   | Не пийте водата                                                                      | Don't Drink the Water                                                     | да     | да        |
| 1995   | Могъщата Афродита                                                                    | Mighty Aphrodite                                                          | да     | да        |
| 1996   | Всеки казва обичам те                                                                | Everyone Says I Love You                                                  | да     | да        |
| 1997   | Да разнищим Хари                                                                     | Deconstructing Harry                                                      | да     | да        |
| 1998   | Знаменитост                                                                          | Celebrity                                                                 |        | да        |
| 1999   | Сладък и гаден                                                                       | Sweet and Lowdown                                                         | да     | да        |
| 2000   | Дребни мошеници                                                                      | Small Time Crooks                                                         | да     | да        |
| 2001   | Проклятието на нефритения скорпион                                                   | The Curse of the Jade Scorpion                                            | да     | да        |
| 2002   | Холивудски финал                                                                     | Hollywood Ending                                                          | да     | да        |
| 2003   | И още нещо                                                                           | Anything Else                                                             | да     | да        |
| 2004   | Мелинда и Мелинда                                                                    | Melinda and Melinda                                                       |        | да        |
| 2005   | Мач пойнт                                                                            | Match Point                                                               |        | да        |
| 2006   | Сензацията                                                                           | Scoop                                                                     | да     | да        |
| 2007   | Сънят на Касандра                                                                    | Casandra's Dream                                                          |        | да        |
| 2008   | Вики, Кристина, Барселона                                                            | Vicky Cristina Barcelona                                                  |        | да        |
| 2009   | Каквото дойде                                                                        | Whatever Works                                                            |        | да        |
| 2010   | Ще срещнеш висок тъмнокос непознат                                                   | You Will Meet a Tall Dark Stranger                                        |        | да        |
| 2011   | Полунощ в Париж                                                                      | Midnight in Paris                                                         |        | да        |
| 2012   | На Рим с любов                                                                       | To Rome with Love                                                         | да     | да        |
| 2013   | Син жасмин                                                                           | Blue Jasmine                                                              |        | да        |
| 2014   | Магия в полунощ                                                                      | Magic in the Moonlight                                                    |        | да        |
| 2015   | Почти нормален                                                                       | Irrational Man                                                            |        | да        |
| 2016   | Социален живот                                                                       | Café Society                                                              |        | да        |
| 2017   | Въртележка                                                                           | Wonder Wheel                                                              |        | да        |
| 2019   | Един дъждовен ден в Ню Йорк                                                          | A Rainy Day in New York                                                   |        | да        |
| 2020   | Фестивалът на Рифкин                                                                 | Rifkin's Festival                                                         |        | да        |

### Сценарист
- „Не пийте водата“ (1969)
- „Какво ново, котенце?“ (1965)

### Актьор
- „Париж-Манхатън“ (2011)
- „Home“ (2006)
- „Да събереш парчетата“ (2000)
- „Агентът“ (2000)
- „Мравката Z“ (1998)
- „Измамниците“ (1998)
- „Слънчевите момчета“ (1995)
- „Сцени от големия магазин“ (1991)
- „Крал Лир“ (1987)
- „Подставено лице“ (1976)
- „Изсвири го пак, Сам“ (1972)
- „Казино Роял“ (1967)
- „Какво ново, котенце?“ (1965)

### Композитор
- „Поспаланко“ (1973)